# Didem Ercin

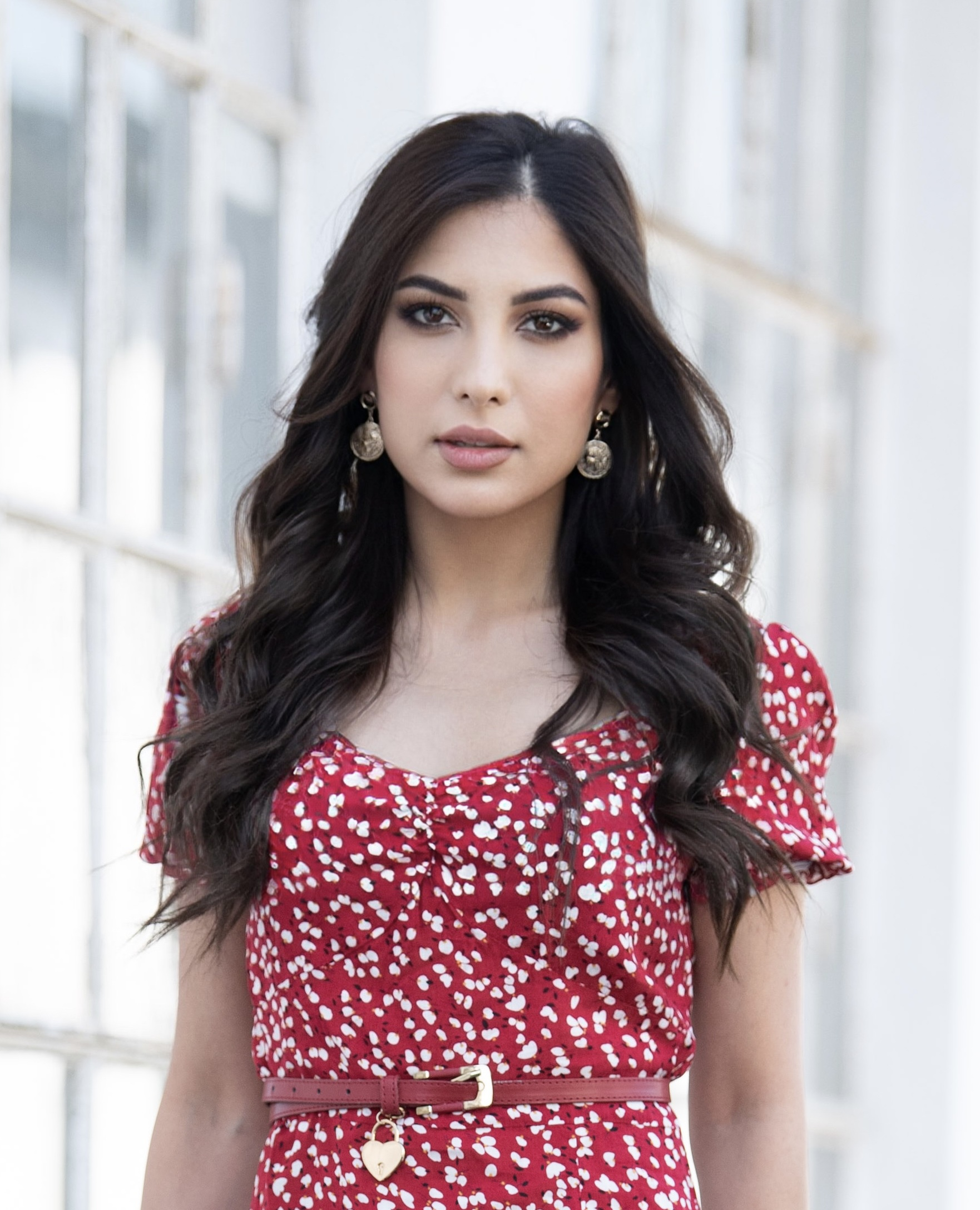
Didem Ercin (2021)

Didem Ercin (* 1. März 1996 in Istanbul, Türkei) ist eine deutsch-türkische Schauspielerin.

## Karriere
Ihre erste Fernsehrolle übernahm Didem Ercin 2013 im ARD-Fernsehfilm Tatort: Wer das Schweigen bricht, neben Joachim Król und Nina Kunzendorf. Die Regie führte Edward Berger, der später für Im Westen nichts Neues einen Oscar gewann.
Anschließend folgten Rollen in Mörderische Wahrheit (ZDF, 2022), WaPo Elbe (ARD, 2022), Letzte Spur Berlin (ZDF, 2023) und in weiteren Kurzfilmen, Serien und Independent-Produktionen.
Im Kino war sie unter anderem 2021 im Film Caveman (Regie: Laura Lackmann) an der Seite von Moritz Bleibtreu und Laura Tonke zu sehen.
Im Jahr 2024 veröffentlichte Ercin ihr erstes Buch Mein Weg: Auf den Spuren deines Herzens. Es erreichte beim internationalen Amazon Storyteller Award eine Platzierung unter den Top 130 von über 5000 eingereichten Büchern weltweit.

## Gesellschaftliches Engagement
Didem Ercin ist Gründerin der Organisation Global United Rights i.G. Die Initiative setzt sich international für Menschenrechte, insbesondere Frauenrechte, Meinungsfreiheit und kulturelle Gleichberechtigung ein. Als Speakerin tritt sie regelmäßig bei Konferenzen und öffentlichen Veranstaltungen auf.
Im Jahr 2023 wurde Didem Ercin von der deutsch-türkischen Zeitschrift MERHABA als eine der 100 einflussreichsten Türken Berlins ausgezeichnet.

## Privates
Seit 2023 ist Didem Ercin mit dem Schauspieler Constantin von Jascheroff liiert. Seit 2021 lebt sie in Berlin.

## Filmografie
- 2013: Tatort: Wer das Schweigen bricht (Fernsehfilm)
- 2019: Our Secret (Kurzfilm)
- 2019: Die Fremde 1942 (Kurzfilm)
- 2019: Waise Wände (Miniserie)
- 2019: Abwesend (Kurzfilm)
- 2020: cc Alexandra (Spielfilm)
- 2020: Aktenzeichen XY … ungelöst (Fernsehserie)
- 2020: Caveman (Kinofilm)
- 2021: Heartfelt Encounter (Spielfilm)
- 2021: Olivia (Kurzfilm)
- 2022: Mörderische Wahrheit (Miniserie ZDF)
- 2022: WaPo Elbe (Fernsehserie ARD, Folge White Lightning)[6]
- 2022: Letzte Spur Berlin (Fernsehserie ZDF, Folge Sixpack)